# بون أدريان جينوت دي مونسي
بون أدريان جينوت دي مونسي (31 يوليو 1754 - 20 أبريل 1842) دوق كونيليانو ، كانَ ضابطاً عسكرياً فرنسياً وقائداً بارزاً في الحروب الثورية الفرنسية وبعد ذلِكَ مارشالاً للإمبراطورية خلال الحروب النابليونية. أصبح فيما بعد حاكم ليزانفاليد.

## سيرة شخصية
ولد مونسي في 31 يوليو 1754 في باليس أو مونسي دوبس. كان والده محامياً من بيزانسون. خلال طفولته ، جند مرتين في الجيش الفرنسي ، لكن والده حصل على تسريحه في كلتا المناسبتين. تم إرضاء رغبته أخيرًا في عام 1778 ، عندما حصل على عمولة.

## الحروب الثورية والنابليونية
كان مونسي نقيبًا عندما اعتنق عام 1791 مبادئ الثورة الفرنسية. حصل على امتياز كبير في حملتي 1793 و 1794 أثناء حرب جبال البرانس ، حيث ارتقى من قائد كتيبة إلى القائد العام لجيش جبال البرانس الغربية في غضون بضعة أشهر ، وكانت عملياته الناجحة مفيدة في إجبار الحكومة الإسبانية على صنع السلام. بعد ذلك ، تم تعيينه في أعلى المناصب حتى عام 1799 ، عندما قامت الحكومة بفصله من الخدمة للاشتباه في كَونه من الملكيين.
أعاد انقلاب 18 برومير عام 1799 مونسى إلى القائمة النشطة ، وخلال حملة نابليون الإيطالية عام 1800 ، قاد فيلقًا من سويسرا إلى إيطاليا ، وتغلب على جميع الصعوبات المتمثلة في جلب الخيول والبنادق على ممر جوتهارد الهائل آنذاك . في عام 1801 ، عينه نابليون المفتش العام لقوات الدرك الفرنسية ، وعلى افتراض اللقب الإمبراطوري ، جعله مارشال الإمبراطورية. في عام 1805 ، حصل مونسي على وسام جوقة الشرف جراند كوردون.
في يوليو 1808 ، عين مونسي دوق كونيليانو. لقد كانت إقطاعية دوقية ، شرف وراثي نادر. تم تأكيد اللقب لاحقًا بموجب استعادة بوربون ، وبما أنه لم يكن لديه ابن على قيد الحياة ، فقد مُنح مونسي الإذن بنقله إلى صهره. في نفس العام ، وهو الأول من حرب شبه الجزيرة ، تم إرسال مونسي إلى إسبانيا على رأس فيلق من الجيش. تميز بتقدمه المنتصر على فالنسيا ، لكن تأثير ذلك النَصر تم التَغطية عليه بهزيمة الجنرال بيير دوبون في معركة بايلين.  ثم تولى مونسي دورًا رائدًا في حملة الإمبراطور على إيبرو وفي الحصار الثاني لسرقسطة في عام 1809.
رفض الخدمة في غزو روسيا ، وبالتالي لم يكن له نصيب في حملة الجيش الكبير في عامي 1812 و 1813. ومع ذلك ، عندما تم غزو فرنسا في عام 1814 ، عاد مونسي إلى الظهور في الميدان وخاض المعركة الأخيرة لباريس في مرتفعات مونمارتر وعند حاجز كليشي.

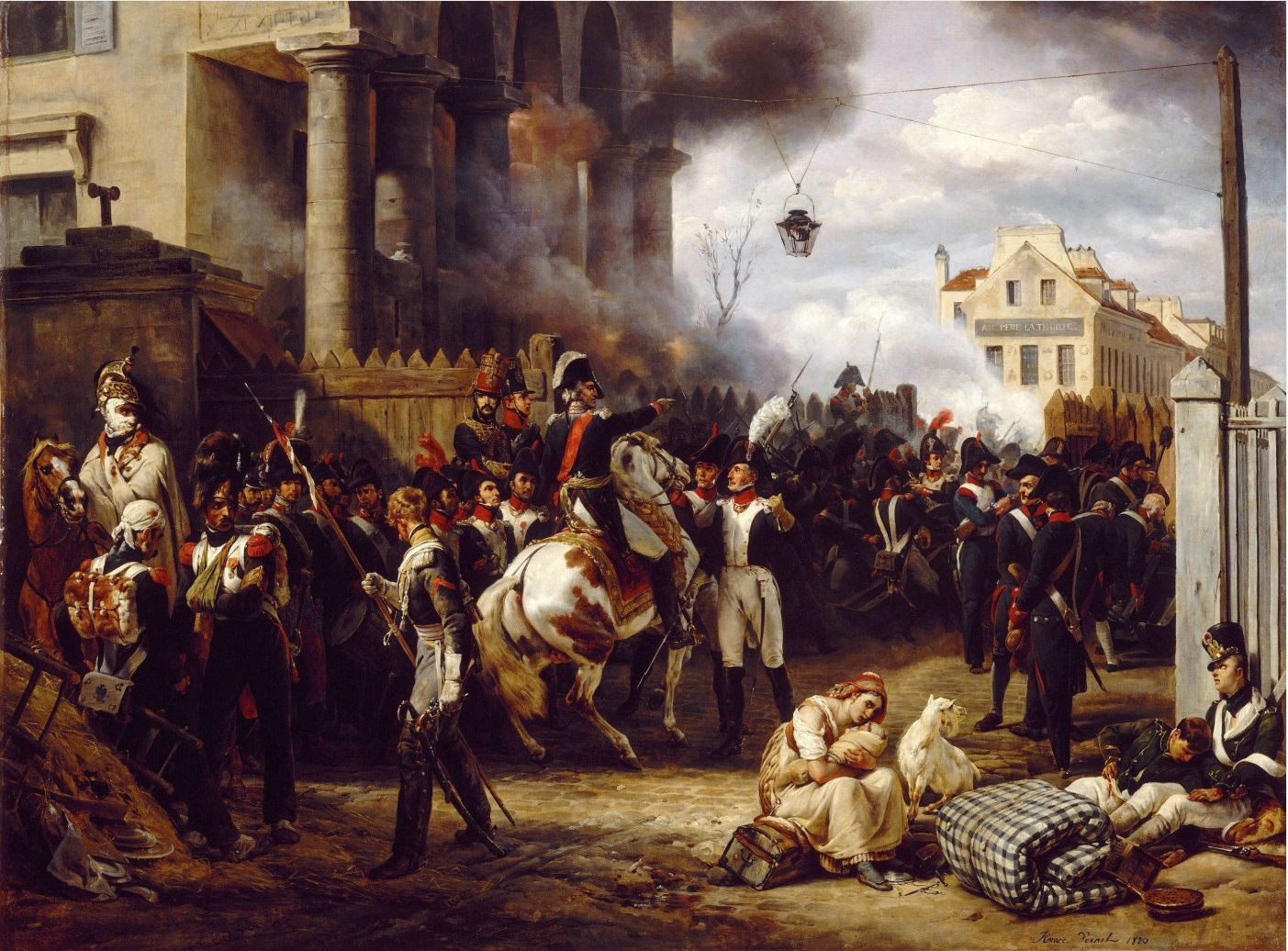
المارشال مونسي يُنَظم دفاعات باريس ، بريش هوراس فيرنيه.

في عام 1814 ، أيد لويس الثامن عشر وأصبح من نبلاء فرنسا باسم بارون كونجليانو (تم تأكيده عام 1825). ظل محايدًا أثناء عودة نابليون إلى السلطة ، وشعر أنه مرتبط بلويس الثامن عشر من خلال ارتباطاته بصفته نظيرًا لفرنسا ، ولكن بعد معركة واترلو عوقب لرفضه المشاركة في المُحكمة العسكرية للمارشال ميشيل ناي من خِلال السجن وخسارة ملكه وشعار النبالة.

### استعراش آل بوربون
في عام 1816 ، أعاد الملك لقب مارشال إلى مونسي وعاد إلى غرفة النبلاء بعد ثلاث سنوات. واصل مسيرته العسكرية حيث كانت آخر خدمته النشطة كقائد لسلك عسكري في الحرب القصيرة مع إسبانيا في عام 1823. من عام 1833 إلى عام 1842 ، أصبح مونسي حاكماً ليزانفاليد المرموقة (موطن قدامى المحاربين في باريس). كان حاضرًا عند عودة رفات نابليون في ديسمبر 1840 ، وقال بعد الحفل ، «الآنْ ، دَعونا نَعود إلى المَنزل لنَموت». 

## المَراجع
1. ↑  André Castelot, Madame Royale, Perrin 1962, rééd 1999, p.169
2. ↑  André Castelot (1968). Napoléon. Perrin. ISBN:9782262001667. 979

- هذه المقالة تتضمن نصاً من منشور أصبح الآن في الملكية العامة: Chisholm, Hugh, ed. (1911). "Moncey, Bon Adrien Jeannot de". Encyclopædia Britannica (بالإنجليزية) (11th ed.). Cambridge University Press. Vol. 18. p. 693.
- Beckett، Ian F. W. (1987). "Moncey: An Honest Man". في Chandler, David G. (المحرر). Napoleon's Marshals. New York, N.Y.: Macmillan. ISBN:0-02-905930-5.
- Clerget, Charles (1905). Tableaux des Armées Françaises pendant les Guerres de la Révolution (بالفرنسية). Paris: Librarie Militaire R. Chapelot et Cie. Archived from the original on 2022-08-29. Retrieved 2015-07-25.